# Араи, Рёдзи
Рёдзи Араи (яп. 荒井 良二 род. 1956, Ямагата) — японский иллюстратор, дизайнер, художник.

## Биографические сведения
Родился в префектуре Ямагата в 1956 году, проживает в Токио. Изучал искусство в Университете Нихон.
Иллюстрированные им книги принесли ему несколько наград в родной Японии и во всём мире. В 1990 году он начал создавать иллюстрированные книги. В том же году он стал лауреатом Премии иллюстрированных книг Коданся в категории «Картины леса». Он создает иллюстрации и для небольших книг для малышей, для сказок, стихов и книг для взрослых. Также он работал над рекламами, журналами и оформлением сцены.
Его первой опубликованной работой была иллюстрированная книга «Мелодия» в 1990 году. Кроме иллюстраций Араи создал анимационный фильм «Страна Между мирами», который был награжден как лучший анимационный фильм в 2006 году на Японском арт-фестивале.
В живописном мире Араи нет ничего невозможного. Шум и суета городской жизни сосуществуют с покоем леса. Он рисует ароматы и чувства, музыку и танец, движение и тишину.

## Работы
Основные работы
- MELODY, (1990 , トムズボックス)
- わたしはおねえちゃん, (ноябрь 1990, アスク講談社) ISBN 4-06-189190-1
- ユックリとジョジョニ, (март 1991, ほるぷ出版) ISBN 4-593-56401-8
- バスにのって, (май 1992, 偕成社) ISBN 4-03-204490-2
- はじまりはじまり, (январь 1994, ブロンズ新社) ISBN 4-89309-080-1
- クルヨ・クルヨ, (июль 1995, Hakusensha, декабрь 2008, ポプラ社ポプラ文庫) ISBN 978-4-591-10629-7
- スースーとネルネル, (июнь 1996, 偕成社) ISBN 4-03-227630-7
- そのつもり, (декабрь 1997, Коданся) ISBN 978-4-06-132217-2
- みちくさ劇場, (сентябрь 1999, あかね書房) ISBN 4-251-09827-7
- ぼくのキュートナ, (февраль 2001, 講談社) ISBN 4-06-210567-5 ※エッセイ絵本
- ぼくがつぼくにちぼくようび, (август 2001, 平凡社) ISBN 4-582-82966-X
- はっぴぃさん, (сентябрь 2003, 偕成社) ISBN 4-03-331280-3
- ようかいアニミちゃん, (июль 2004, 教育画劇) ISBN 4-7746-0616-2
- おばけのブルブル, (июль 2004, 講談社) ISBN 4-06-132298-2
- ぼくとチマチマ, (октябрь 2004, 学研マーケティング) ISBN 4-05-202253-X
- にせニセことわざずかん, (октябрь 2004, のら書店) ISBN 4-931129-20-X
- ルフランルフラン, (май 2005, プチグラパブリッシング) ISBN 4-939102-93-9
  - ルフランルフラン2 本のあいだのくにへ, (май 2006, プチグラパブリッシング) ISBN 4-903267-29-6
- きょうというひ, (декабрь 2005, BL出版) ISBN 978-4-7764-0153-7
- スキマの国のポルタ,シリーズ
  - スキマの国のポルタ ゾウゾウさんのききゅう, (декабрь 2006, 講談社) ISBN 4-06-104965-8
  - スキマの国のポルタ カメカメさんのじてんしゃ, (декабрь 2006, 講談社) ISBN 4-06-104966-6
  - スキマの国のポルタ カバカバさんのハンカチ, (ноябрь 2007, 講談社) ISBN 978-4-06-104968-0
  - スキマの国のポルタ タブタブさんのおせんたく, (ноябрь 2007, 講談社) ISBN 978-4-06-104969-7
- たいようオルガン, (июль 2007, アートン, 2008年9月, 偕成社) ISBN 978-4-03-232310-8
- ぼくのおとぎ話からの手紙, (октябрь 2007, フレーベル館) ISBN 978-4-577-81221-1
- ぼくのきいろいバス, (ноябрь 2007, 学研マーケティング) ISBN 978-4-05-202952-3
- ヒメちゃん, (2008 март, Shogakukan) ISBN 978-4-09-726311-1
- えほんのこども, (ноябрь 2008, 講談社) ISBN 978-4-06-132385-8
- モサ, (作：山崎ナオコーラ, июнь 2009, media Factory) ISBN 978-4-8401-2819-3
- うちゅうたまご, (август 2009, イースト・プレス) ISBN 978-4-7816-0090-1

ほか共著作品多数。

### Музыкальные работы
- M.Christmas ARAI, (декабрь 1990, ヤマハミュージックメディア) ISBN 4-636-20775-0 — シングルCD付
- CD絵本 ボイジャーくん, 作：遠藤賢司 (3 сентября 2008, Hakusensha) ISBN 978-4-592-76128-0
  - 発売日に行われた発売記念ライブではライブペインティングを行った。
- 君にふにゃふにゃ, 遠藤賢司 (9 сентября 2009, ミディ, MDCL-1498) — ジャケットイラスト

## ТВ обзоры
- スタジオパークからこんにちは, (16 марта 2010, NHK) — ゲスト
- 純と愛 (2012 NHK) — 題字とオープニングイラスト
- 荒井良二の絵本じゃあにぃ, (2013, NHK, 出演)